# (8433) Brachyrhynchus
(8433) Brachyrhynchus est un astéroïde de la ceinture principale.

## Description
(8433) Brachyrhynchus est un astéroïde de la ceinture principale. Il fut découvert le 24 septembre 1960 à l'observatoire Palomar par Cornelis Johannes van Houten, Ingrid van Houten-Groeneveld et Tom Gehrels. Il présente une orbite caractérisée par un demi-grand axe de 2,71 UA, une excentricité de 0,07 et une inclinaison de 13,1° par rapport à l'écliptique.

## Compléments